# أولافور إنجي سكولاسون
أولافور إنجي سكولاسون (بالآيسلندية: Ólafur Ingi Skúlason)‏ (و. 1983  م) هو لاعب كرة قدم، من آيسلندا، ولد في ريكيافيك، شارك في كأس العالم لكرة القدم 2018، يلعب كلاعب وسط.

## روابط خارجية
- أولافور إنجي سكولاسون على موقع الاتحاد الدولي (مؤرشف)  (الإنجليزية)
- أولافور إنجي سكولاسون على موقع الاتحاد الأوربي (الإنجليزية)
- أولافور إنجي سكولاسون على موقع اتحاد تركيا (لاعب) (الإنجليزية)
- أولافور إنجي سكولاسون على موقع قاعدة بيانات كرة القدم.إي يو (الإنجليزية)
- أولافور إنجي سكولاسون على موقع ناشيونال فوتبول تيمز (الإنجليزية)
- أولافور إنجي سكولاسون على موقع Soccerbase.com (لاعب) (الإنجليزية)
- أولافور إنجي سكولاسون على موقع Soccerway.com (الإنجليزية)
- أولافور إنجي سكولاسون على موقع عالم كرة القدم.نت (الإنجليزية)
- أولافور إنجي سكولاسون على موقع AS.com (الإسبانية)